# Vlag van Witteveen

De vlag van Witteveen (Midden-Drenthe)

De vlag van Witteveen is tijdens het 80-jarig bestaan van het dorp in 2006 in gebruik genomen als de dorpsvlag van Witteveen. De vlag bestaat uit vijf horizontale banen, twee groene banen, twee witte en een bruine, met aan de hijszijde een groene driehoek. In de bruine baan staat met witte letters Witteveen 1926 vermeld en in het wit naast de groene driehoek staat de afbeelding van een geit in het zwart.

## Symboliek
De kleuren in de vlag verwijzen naar de omgeving en de geschiedenis van Witteveen. Groen voor het omringende bos, wit voor het eenarige wollegras en bruin voor het turf. De geit in de witte baan refereert naar de eerste bewoners van het dorp die een geit cadeau kregen van NV Het Lantschap Drenthe.

## Trivia
- Tijdens speciale gelegenheden en jaarlijks op 26 januari hijst het dorp de vlag.
- Op 21 juli 2006 werd tijdens een officiële ceremonie door wethouder Emko Dolfing en ontwerper Michiel Prijs de vlag gehesen.